# Sphaerotilus montanus
Sphaerotilus montanus es una bacteria gramnegativa filamentosa del género Sphaerotilus. Fue descrita en el año 2011. Su etimología hace referencia a montaña. Es aerobia. Tiene un tamaño de 0,8-1,4 μm de ancho por 3,3-6 μm de largo. Se agrupa en cadenas con vainas ricas en óxidos férricos. Las células que se liberan de la punta del filamento son móviles por flagelos polares. Los filamentos no son móviles, se agarran a superficies sólidas. Las células contienen gránulos de polihidroxibutiratos. Forma colonias amarillas con bordes fibrosos. Temperatura de crecimiento entre 7-36 °C, óptima de 28-30 °C. Catalasa y oxidasa positivas. Se ha aislado de fuentes montañosas ricas en hierro, en Rusia. 